# Paracelsus-Bad
Paracelsus-Bad – pływalnia w Berlinie, w dzielnicy Reinickendorf, w okręgu administracyjnym Reinickendorf, przy ulicy Roedernallee 200 -204.
Zbudowana w latach 1957–1960. Nazwa jej pochodzi od szwajcarskiego lekarza Paracelsusa, i została wybrana przez jury, po nadesłaniu propozycji nazwy przez 365 uczniów.
Pływalnia posiada basen o wymiarach 25 × 12,5 m i głębokości od 1,25 m und 3,5 m z platformami do skoków na wysokości 1 m i 3 m.
W pobliżu pływalni znajduje się stacja metra linii U8 Paracelsus-Bad.